# Esad Durmišević
Esad Durmišević (ur. 22 stycznia 1972 w Tesliciu) – bośniacki niepełnosprawny siatkarz, medalista paraolimpijski.
Karierę rozpoczął w 1997 roku w klubie Zenica 92. W reprezentacji narodowej grał od 2001 roku. Na Letnich Igrzyskach Paraolimpijskich 2004 był członkiem drużyny, która zdobyła złoty medal paraolimpijski, z kolei cztery lata później wywalczył srebro. W 2002 i 2006 roku został mistrzem świata, a w latach 2001, 2003 i 2009 mistrzem Europy.
W 2017 roku wyróżniono go tytułem zasłużonego sportowca Bośni i Hercegowiny.